# ستيف كارليل
ستيف كارليل هو لاعب هوكي جليد كندي، ولد في 10 مارس 1950 في لاكومب في كندا.

## وصلات خارجية
- ستيف كارليل على موقع دوري الهوكي الوطني (الإنجليزية)
- ستيف كارليل على موقع HockeyDB.com (الإنجليزية)